# Plutos julgran
Plutos julgran (engelska: Pluto's Christmas Tree) är en amerikansk animerad kortfilm från 1952 i regi av Jack Hannah. I Sverige är filmen känd som ett av de årliga inslagen i Kalle Anka och hans vänner önskar God Jul på julafton i SVT 1 där den har visats under åren 1967–1968 samt årligen sedan 1983.

## Handling
Musse Pigg och hans hund Pluto har gått ut i skogen för att hugga en julgran till jul. I granen som de kommer hem med finns de två jordekorrarna Piff och Puff. De hamnar snart i bråk med Pluto som eskalerar. Till slut har hunden fått nog av de två inkräktarna och haft sönder hela granen.
När Musse tänker straffa Pluto för vad han ställt till med får han syn på de två jordekorrarna och stryker storsint ett streck över det som hänt. De fyra tittar därefter ut i fönstret där Kalle Anka, Långben och Mimmi Pigg i ett vinterlandskap sjunger julsången "Deck the Halls". När Pluto börjar yla med i melodin sätter Piff ett klistermärke framför Plutos mun där det står "öppnas inte förrän jul" (engelska: DO NOT OPEN TIL XMAS).

## Om filmen
Filmen är den 125:e Musse Pigg-kortfilmen som producerades och den andra och sista som lanserades år 1952.
Filmen hade svensk premiär den 1 december 1952 på biografen Spegeln i Stockholm och ingick i kortfilmsprogrammet Kalle Anka i toppform tillsammans med kortfilmerna Kalle Ankas lyckonummer, Två korrar och en miss, Kalle Anka som luftakrobat, Jan Långben i katedern, Bara en utsliten bil och Kalle Ankas kompanjoner.
Filmen har givits ut på DVD och finns dubbad till svenska.

## Rollista (i urval)
- James MacDonald – Musse Pigg
- Pinto Colvig – Pluto
- Norma Swank – Piff
- Dessie Flynn – Puff[8]